# Albert Dietrich
Albert Dietrich   (Meissen, 28 d'agost de 1829 - Berlín, 20 de novembre de 1908) fou un compositor alemany.
Deixeble de Ernst Julius Otto, a Dresden, i més tard de Julius Rietz i Moritz Hauptmann, a Leipzig, el 1855 fou director de concerts a Bona i mestre de capella a Bonn, Oldenburg, Colònia i Leipzig (1861). El 1890, pensionat per l'Estat, es traslladà a Berlín, on fou admès en l'Acadèmia de la Música d'aquella capital i, el 1899, anomenat professor de la Cort, on tingué entre altres alumnes distingits a Ernst Eduard Taubert.
Entre les seves composicions hi ha una simfonia en re menor, l'obertura Normannenfahrt, un concert de violí i moltes composicions corals orquestrals, tot això amb tendència a imitar l'estil de Robert Schumann. La seva òpera Robin Hood s'estrenà amb molt d'èxit a Frankfurt del Main (1879); una segona, Das Sonntagskind, s'estrenà a Bremen (1886). A més publicà: Erinnerungen an Johannes Brahms, sèrie de cartes, quasi totes de la seva joventut (2a ed,, Leipzig, 1899); concerts per a violí, un trio, alguns lieder i obres per a piano.